# دریاچه شادی

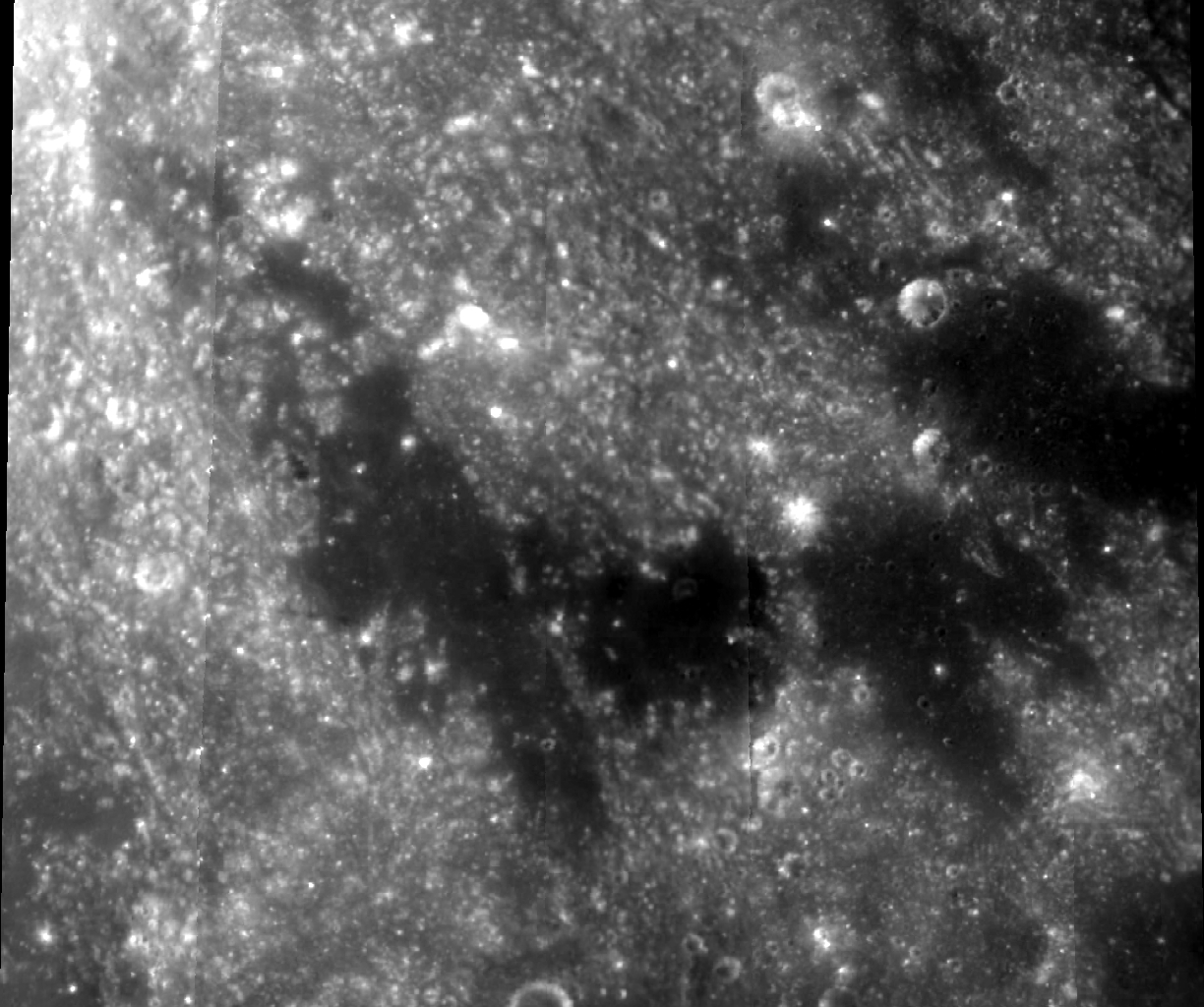
دریاچه شادی.

دریاچه شادی (به لاتین: Lacus Felicitatis) یکی از دریاچه‌وارهای کره ماه است.
دریاچه شادی در زمین‌های قاره‌ای در شمال دریای بخارها واقع شده‌است.
رویهٔ این دریاچه‌وار با گدازه پوشیده شده‌است.

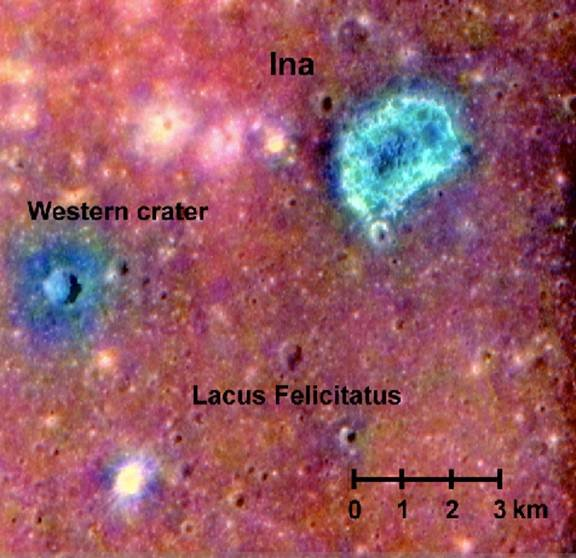
دهانهٔ اینا در دریاچه شادی نشانه‌هایی از فعالیت‌های تازه زمین‌شناختی از خود نشان می‌دهد.

سه دهانه کوچک در این دریاچه‌وار قرار دارد به نام‌های زیر:
| دهانه | مختصات                                      | قطر         | منبع نام                  |
| ----- | ------------------------------------------- | ----------- | ------------------------- |
| داگ   | ۱۸°۴۲′شمالی ۵°۱۸′شرقی / ۱۸٫۷°شمالی ۵٫۳°شرقی | ۰٫۵ کیلومتر | نام مردانه اسکاندیناویایی |
| اینا  | ۱۸°۳۶′شمالی ۵°۱۸′شرقی / ۱۸٫۶°شمالی ۵٫۳°شرقی | ۳ کیلومتر   | نام زنانه لاتین           |
| اسامه | ۱۸°۳۶′شمالی ۵°۱۲′شرقی / ۱۸٫۶°شمالی ۵٫۲°شرقی | ۰٫۵ کیلومتر | نام مردانه عربی           |

اینا فرورفتگی نیمه‌مدوری است با ۳۰ متر ژرفا و رؤیت آن از زمین دشوار است. در نوامبر ۲۰۰۶ ستاره‌شناسان این گمان را مطرح کردند که اینا باید نتیجه یک انفجار گازی در دست کم ۱۰ میلیون سال پیش باشد.